# Prieuré de Jonvelle
Le prieuré de Jonvelle est un prieuré situé sur la commune de Jonvelle, dans le département de la Haute-Saône, en France.

## Historique
C'est un prieuré bénédictin attesté dès le XIIe siècle.
L'édifice est inscrit au titre des monuments historiques en 1927.